# Station Sandomierz
Station Sandomierz is een spoorwegstation in de Poolse plaats Sandomierz.